# Гномы (Парацельс)

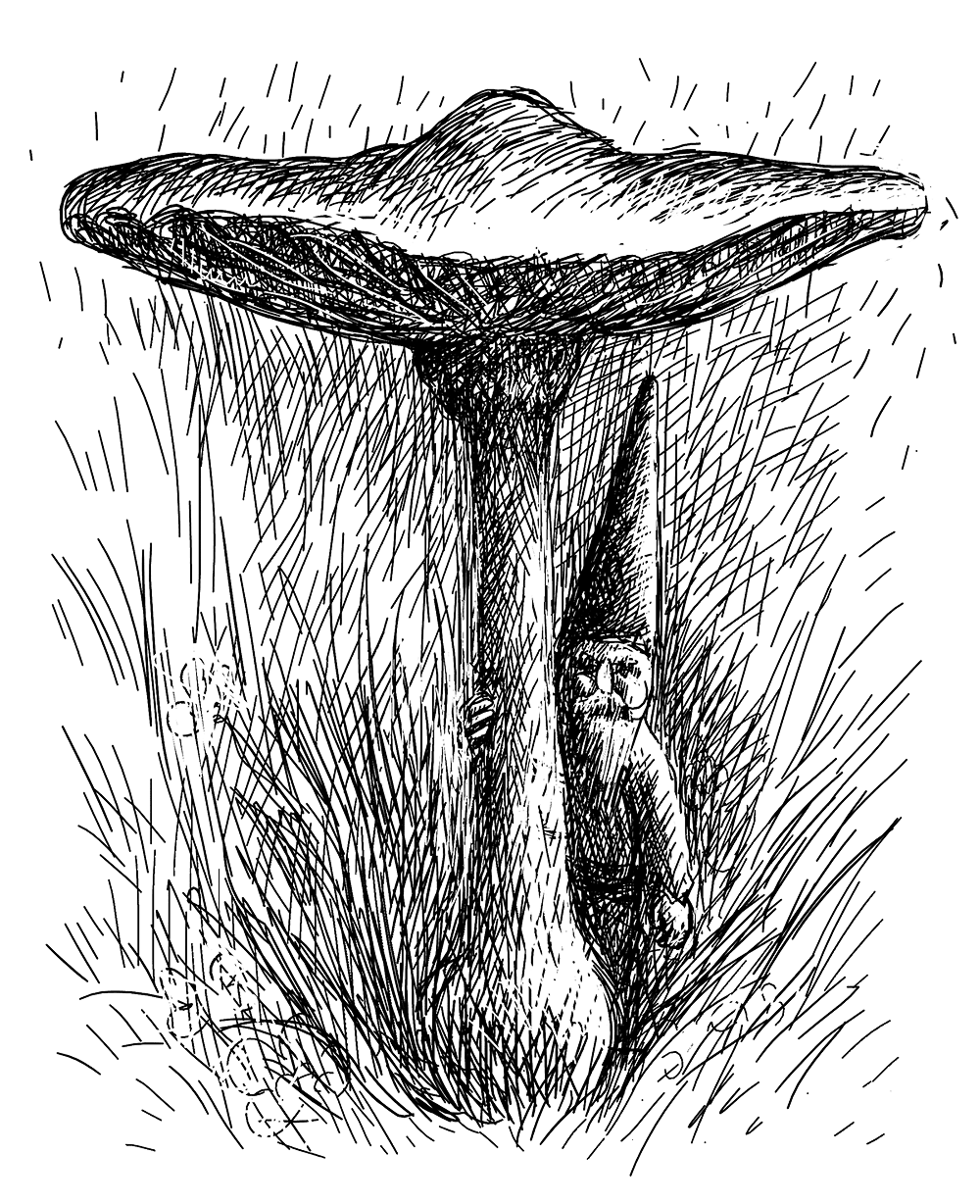
Стереотипное изображение гнома.

Гном (нем. Gnom, от лат. gēnomos — «подземный житель», или от др.-греч. Γνώση — знание) — фантастическое существо небольшого размера, описанное в магических и алхимических трактатах эпохи Возрождения. Понятие, как считается, впервые было введено Парацельсом. Его физические характеристики и особенности образа жизни часто различаются у разных писателей, но в большинстве случаев гном представляет собой человекоподобное существо небольшого роста, живущее под землёй.
Слово «гном», вероятно, происходит от латинского термина gnomus, который впервые встречается в работах швейцарского алхимика XVI века Парацельса, который, в свою очередь, возможно, является искажением греческого слова gēnomos, буквально означающего «подземный житель». Парацельс использует это слово как синоним для обозначения пигмеев и описывает гномов как элементалей земной стихии, существ ростом в две пяди (около 40 см), крайне неохотно вступающих в контакты с людьми и способных двигаться сквозь земную твердь с той же лёгкостью, с какой люди перемещаются в пространстве. Схожее описание можно найти в работе Виллара 1670 года, где, однако, он описывает гномов как друзей человека, готовых с радостью помочь ему за небольшое вознаграждение.
В английской фантастической литературе слово «гном» появилось приблизительно в XVIII веке. Чаще всего под гномами понимались маленькие человечки в колпаках, живущие под землёй, умные и изобретательные, но жадные и чопорные. В XX—XXI веках образ гнома часто используется различными авторами фантастических произведений.

## Гномы и цверги

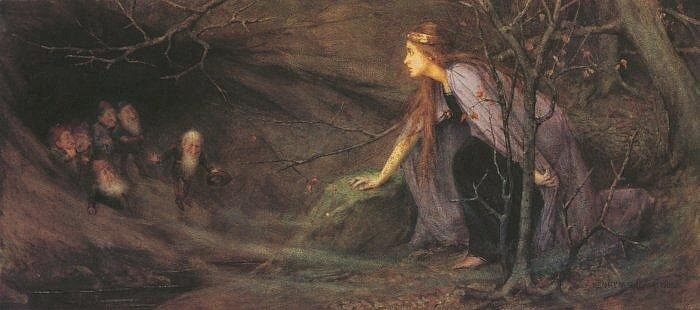
Генри Мейнелл Рим «Давным-давно» (1908)

В русском языке, в отличие от многих других европейских, существует проблема, связанная с отсутствием специального названия для существ из скандинавской мифологии (цвергов), для которых в большинстве других языков такое название имеется, например, Zwerg в немецком, dwarf в английском или nain во французском.
Французский учёный фольклорист Жерар Лесер написал обстоятельную работу о различии гномов, «наинов» и лютенов применительно к фольклору Эльзаса, в которой он, в частности, указывает, что, по представлениям эльзасцев, гномы и «наины» различаются в первую очередь ростом (гномы значительно меньше), но и те и другие обитают под землёй, тогда как лютены обычно обитают на поверхности вблизи людских домов. Вместе с тем сейчас слово «гном» (gnome) часто используется как синоним для всех подобных существ и в европейских языках. О недопустимости этого писал на страницах книги La Grande Encyclopédie des lutins французский учёный Пьер Дюбуа, указывая, что «скандинавские» и «средневековые алхимические» гномы — вовсе не одно и то же, а образа «алхимического» гнома не существовало в скандинавской мифологии. Работу о различии гномов, «наинов» и прочих подобных существ написал также французский учёный-фольклорист Клод Леко, отмечавший, что, несмотря на наличие множества общих черт, таких как отсутствие бессмертия и волшебные способности, эти существа не могут приравниваться друг к другу. Различные определения цверга и гнома также были сформулированы в работе Wings of Fancy: Using Readers Theatre to Study Fantasy Genre.